# Word Is Out
"Word Is Out" é uma canção pop-jack swing escritas por Mike Stock e Pete Waterman para o quarto álbum de Kylie Minogue Let's Get to It (1991). Foi produzido por Stock e Waterman, e recebeu recepção mista dos críticos de música. A canção foi lançada como o primeiro single em 1991 e foi um hit top vinte no Reino Unido, atingindo número dezesseis. A canção foi um hit na Austrália, com o mais descontraído Summer Breeze Mix como a mistura principal, chegando a número dez, tornando-se o décimo Minogue único gráfico dentro do top ten. A Summer Breeze Mix recebeu um lançamento no Reino Unido em uma edição limitada de um lado vinil de 12 polegadas que tinha um autógrafo gravada no lado B, tornando-o altamente colecionáveis para os fãs.

## Vídeo musical
O videoclipe, dirigido por James LeBon foi filmado no mercado londrino de Camden e contou com Davina McCall como uma das bailarinas da cantora.